# Rolando Laserie

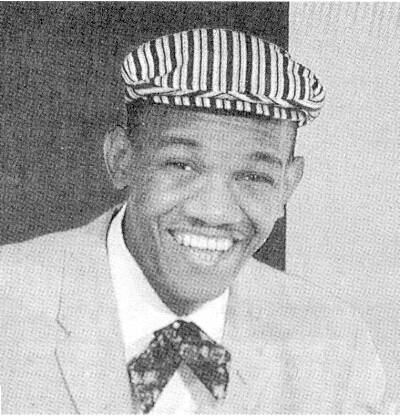
Rolando Laserie

Rolando Laserie (* 27. August 1923 in Santa Clara; † 22. November 1998 in Coral Gables), genannt El Guapachoso, war ein kubanischer Sänger.
Lasarie begann seine musikalische Laufbahn als Schlagzeuger und spielte in Havanna Timbales in Beny Morés La Banda Gigante. Daneben arbeitete er auch für das Radio Progresso, wo er erstmals mit Tony Álvarez und Olga Chorens als Sänger mit Bebo Valdés’ Rundfunkorchester auftrat und spielte zahlreiche Aufnahmen mit dem Orchester von Ernesto Duarte Brito ein.
Nach der Machtübernahme Fidel Castros floh Lasarie aus Kuba, ließ sich 1960 in Mexiko und Mitte der 1970er Jahre in Miami nieder und wurde amerikanischer Staatsbürger. Er nahm dort nur noch sporadisch Musik auf und trat zuletzt 1996 mit Israel "Cachao" López auf. Lasarie galt als bedeutender Interpret des Son Cubano, sein Repertoire umfasste aber auch Stilrichtungen von der Guaracha über den Salsa bis zum Tango. Bekannt wurden Titel wie Mentiras Tuyas, Los Cuarenta,Negrura,La Negra Tomasa, Obsesión, Yo Soy el Son Cubano, Sabor a Mí und Lágrimas Negras.